# Autostrada A10
Die Autostrada A 10 (italienisch für ‚Autobahn A 10‘), auch Autostrada dei Fiori (ital. für ‚Autobahn der Blumen‘) genannt, ist eine italienische Autobahn in Ligurien (Norditalien), die von Genua die Blumenküste entlang über Savona und Imperia nach Ventimiglia (Grenze zu Frankreich) führt. Der sechs Kilometer lange Abschnitt zwischen der französischen Staatsgrenze und Ventimiglia ist mautfrei.

## Geschichte
Die endgültige Trasse von Genua nach Savona wurde am 5. September 1967 eröffnet, da die Richtungsfahrbahn nach Genua schon vorher existiert hatte. Die Strecke Savona – Ventimiglia wurde am 6. November 1971 dem Verkehr übergeben.
Zwischen Genua und Savona wurde die Autobahn Richtung Ventimiglia in jüngster Zeit auf drei Fahrspuren erweitert. Die ursprüngliche Fahrbahn Richtung Genua besaß bereits die entsprechende Breite für drei Fahrspuren, da vor der Eröffnung 1967 der Verkehr in beide Richtungen geführt worden war. Daraus folgt, dass die alte Fahrbahn Richtung Genua wesentlich „geschlängelter“ verläuft als die Gegenrichtung, vergleichbar zur Strecke Genua–Serravalle (A 7).
Nach dem Einsturz der Ponte Morandi war die Autobahn zwischen dem Anschluss der A 7 und der Anschlussstelle Genua Aeroporto vom 14. August 2018 bis zum 5. August 2020 gesperrt.

## Lage und Verlauf

Verlauf der A 10

Die Autobahn verläuft auf ihrer gesamten Länge entlang der italienischen Riviera, vorbei an Städten wie Genua, Savona, Imperia und Ventimiglia. Die nördliche Richtungsfahrbahn (→ Ventimiglia) weist zwischen der A 26 bei Genua-Voltri und Albisola, die südliche Richtungsfahrbahn (→ Genua) zwischen Varazze und der A 26 drei Fahrstreifen auf. Die restlichen Abschnitte sind vierstreifig, allerdings fehlt beim Großteil der Strecke ein Standstreifen.
Aufgrund des bergigen Terrains der westlichen ligurischen Küste, weist die Autobahn auf ihrer Strecke zahlreiche Tunnel und Talbrücken (s. u. Viadotto Polcevera) auf.

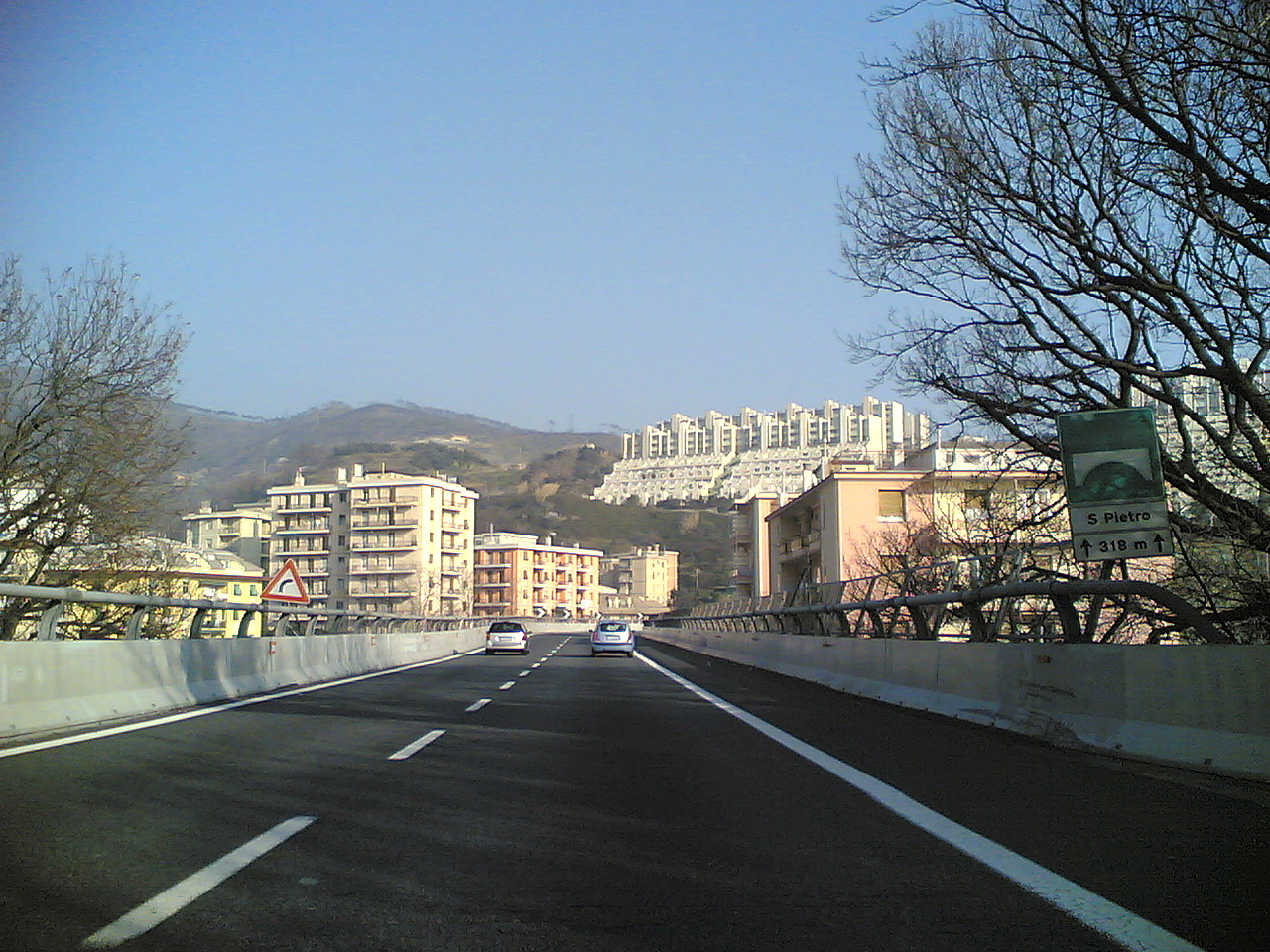
Die A 10 im Stadtgebiet von Genua

Die Autostrada dei Fiori beginnt an einer Verzweigung mit der A 7 in Genua. Auf ihrem Weg in Richtung Westen führt sie zunächst durch die westlichen Vororte Genuas, wie Pegli und Voltri, ehe sich die beiden Richtungsfahrbahnen teilen. Die Nordfahrbahn führt durch das Hinterland der Rivieraküste, während die Südfahrbahn küstennah, mit einigen engen Kurven geführt wird. In Voltri zweigt die A 26 nach Gravellona Toce ab. Bis nach Albisola werden die Fahrbahnen getrennt voneinander geführt, ab der Anschlussstelle werden sie parallel geführt und man gelangt in die Hafenstadt Savona. Hier besteht gleichzeitig ein Anschluss über die A 6 nach Turin.
In Savona wechseln auch die Betreibergesellschaften und die A 10 führt nun in einem ständigen Wechsel von Talbrücken und Tunnels zur Grenze nach Menton. Dabei durchquert sie unter anderem auch die westlichste Provinzhauptstadt Liguriens, die Stadt Imperia. An der italienisch/französischen Grenze bei Ventimiglia / Menton mündet die A 10 nahtlos in die französische A 8.

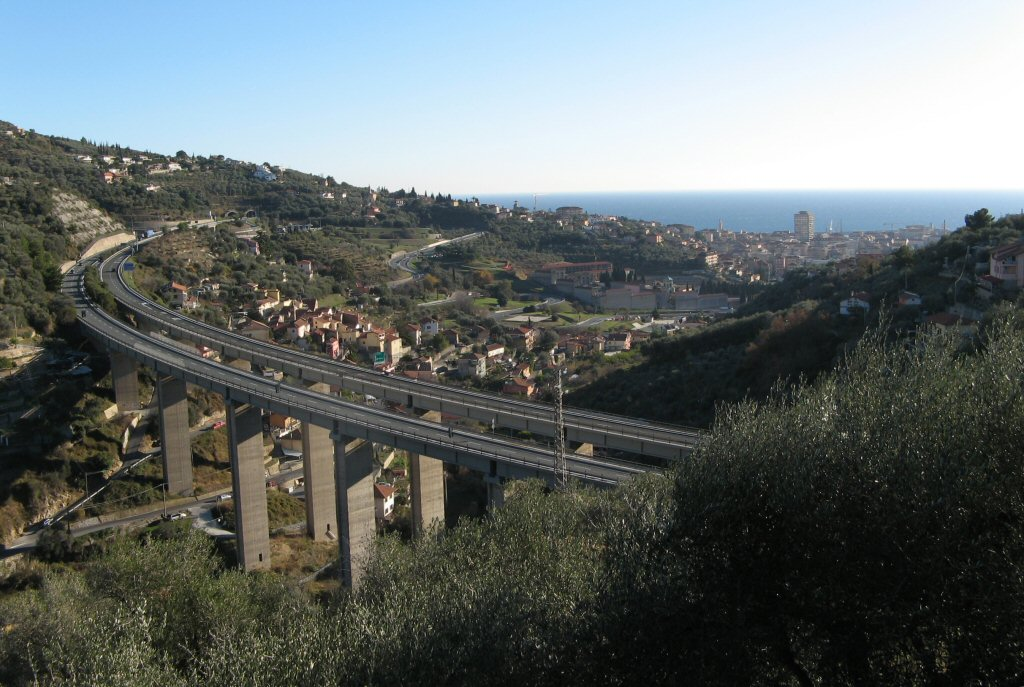
Die A 10 bei Imperia

Die A 10 kann deshalb auch in zwei Teile untergliedert werden, und zwar in die Abschnitte:
- Genua – Savona, betrieben von der Autostrade per l’Italia, 1967 eröffnet
- Savona – Ventimiglia, betrieben von der Autostrada dei Fiori S.p.A., 1971 freigegeben

### Anschlüsse
Die A 10 weist folgende Autobahn-Kreuzungspunkte auf:
- A 7 nach Mailand, sowie A 12 nach Rom (Anfangspunkt der A 10)
- A 26 zur Poebene und zur Schweiz
- A 6 nach Turin

### Gronda di Genova
Aufgrund des hohen Verkehrsaufkommens im beengten Stadtgebiet von Genua ist geplant, parallel zur bestehenden Autobahn im bergigen Hinterland von Genua eine neue Autobahn zu bauen.

## Einsturz Brücke Polcevera / Ponte Morandi

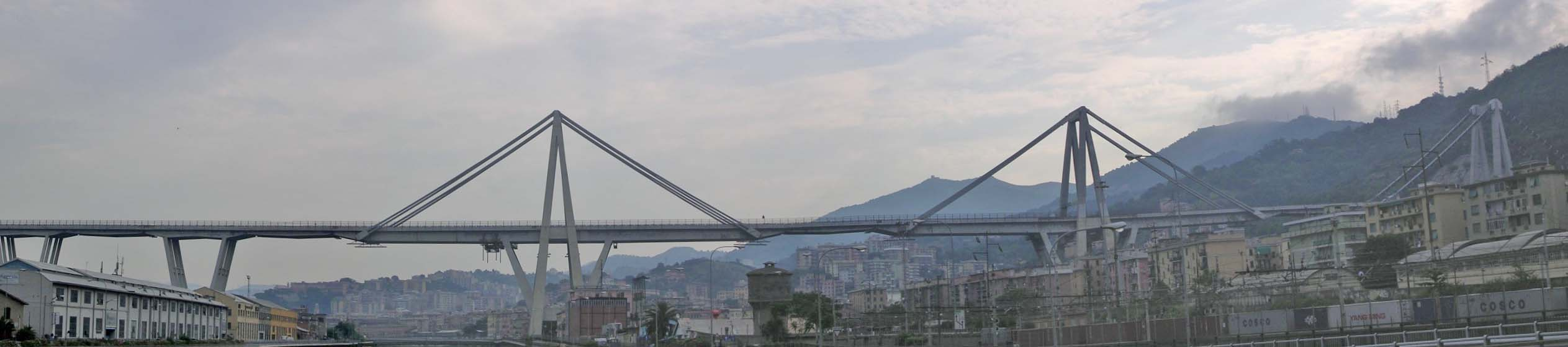
Viadotto Polcevera

Ein wichtiges Bauwerk der Trasse war die Brücke über den Fluss Polcevera und das gleichnamige Tal. Das Polcevera-Viadukt wurde von Riccardo Morandi entworfen und 1967 nach vier Jahren Bauzeit für den Verkehr freigegeben.
Vor ihrem Einsturz war die Brücke 1182 Meter lang, 45 Meter hoch und stützte sich auf drei Stahlbetonpfeiler mit einer Höhe von jeweils 90 Metern.
Am 14. August 2018 stürzte ein Teilstück der Brücke ein. 43 Menschen kamen ums Leben. Nach dem Abriss der restlichen Brückenteile und Neubau der Brücke unter dem Namen Genova San Giorgio wurde der Verkehr auf diesem Autobahnabschnitt am 5. August 2020 wieder freigegeben.